# أرنولد دروري
أرنولد دروري هو سياسي أسترالي، ولد في 23 يوليو 1912 في أديلايد في أستراليا، وتوفي في 10 أكتوبر 1995 في Lockleys, South Australia ‏ في أستراليا. نشط حزبياً في حزب العمال الأسترالي. وقد انتخب عضو مجلس الشيوخ الأسترالي ‏ عن دائرة جنوب أستراليا ‏ (1 يوليو 1959 – 11 نوفمبر 1975).